# Schaalniveau
In de aardrijkskunde worden verschillende schaalniveaus onderscheiden:
- Het lokale schaalniveau heeft betrekking op een klein gebied, meestal een stad of gemeente;
- Het regionale schaalniveau heeft betrekking op een groter gebied, meestal een streek of provincie;
- Het nationale schaalniveau heeft betrekking op een land;
- Het continentale schaalniveau heeft betrekking op een continent;
- Het mondiale schaalniveau heeft betrekking op de hele wereld;
- Het fluviale schaalniveau heeft betrekking op stroomgebieden van rivieren (dit schaalniveau wordt vooral gebruikt in de context van bijvoorbeeld vervuiling).

Een gebied van meerdere landen (zoals het Midden-Oosten of West-Afrika) wordt soms gerekend onder het continentale schaalniveau, soms onder het regionale. Eigenlijk is het beide incorrect, omdat het geen continent omvat maar wel groter is dan een land, terwijl het regionale schaalniveau kleiner is dan het nationale schaalniveau. Soms wordt hier ook wel het internationale schaalniveau voor gebezigd, maar deze term is niet in algemeen gebruik.
Het begrip wordt gebruikt bij de beschrijving van bijvoorbeeld rampen, klimaatmodellen, cartografische zaken, epidemiologische studies of effecten van menselijk handelen op de omgeving.